# Zdzisław Zamoyski
Zdzisław Zamoyski (23. ledna 1810 Varšava – 13. srpna 1855 Vídeň) byl rakouský šlechtic a politik polské národnosti z Haliče, během revolučního roku 1848 poslanec Říšského sněmu.

## Biografie
Byl šlechtického původu. Měl titul hraběte. Roku 1849 se uvádí jako Zdislaw Zamojski, statkář v obci Wisock. Byl vnukem hrabětě Andrzeje Hieronima Zamoyského a synem hraběte Stanisława Zamoyského a kněžny Sophie Czartoryské.
Během revolučního roku 1848 se zapojil do veřejného dění. Ve volbách roku 1848 byl zvolen i na ústavodárný Říšský sněm. Zastupoval volební obvod Laszki. Tehdy se uváděl coby statkář. Rezignoval v prosinci 1848. Zvolen byl znovu v lednu 1849.
Zemřel v srpnu 1855 ve věku 46 let.